# Theodor Scheibe
Theodor Scheibe (ur. 1820, zm. 1880) – dziennikarz, pisarz, działający w Austrii. Publikował na łamach czasopism „Humorist“ i „Wiener Zeitschrift“.

## Twórczość
- Satan in Wien, 3 Tle., 1855;
- Die Wr. Lori, 2 Tle., 1861;
- Die Grenadiere der Kn., 2 Bde., 1862;
- Das Fürstenkind im Volke, 2 Bde., 1863;
- Die Gefangenen von Kufstein, 2 Bde., 1863;
- Die Landstreicherin, 1863;
- Die Sängerin von der Bettlerstiege, 3 Bde., 1863;
- Die Schwindler in Wien, 1863, kolejne wyd. 1871;
- Die Geheimnisse der Burg Pernstein, 2 Bde., 1864;
- Die Schottin vom Kobenzlberg, 1865;
- Der Klosterknecht, 1871;
- Die Rebellen, 1871;
- Der Floh im Ohr, 1879 (Lustspiel);
- Der Ring K. Josefs II., bez daty;
- Der Leibdiener K. Josefs II., bez daty;
- Polen und Maria Theresia, 2 Bde., bez daty
- Die Kinder des Sturmes oder Das Mädchen vom Neuthor, 4Bde.